# Krzysztof Majchrowski

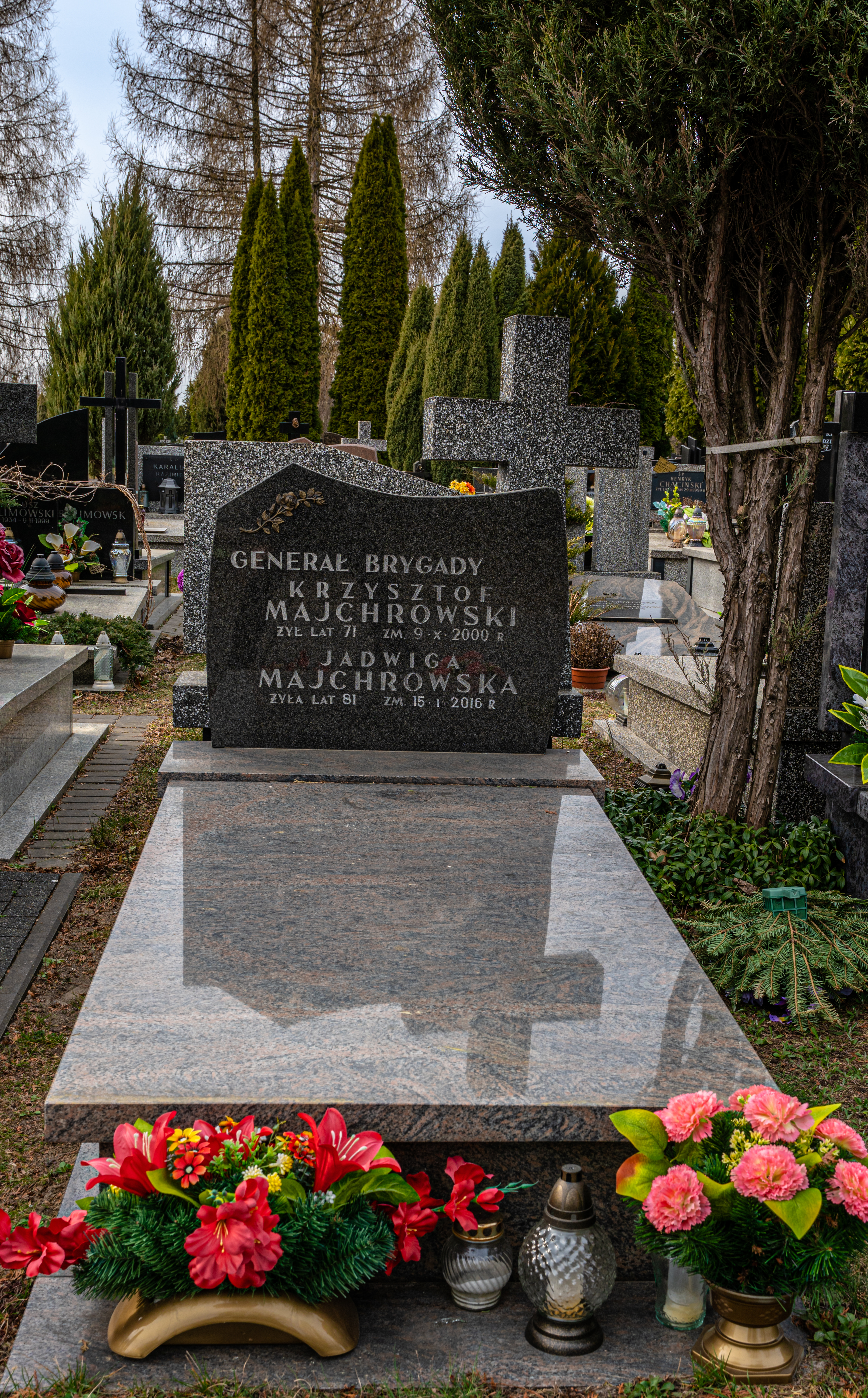
Grób Krzysztofa Majchrowskiego na cmentarzu Komunalnym Północnym w Warszawie

Krzysztof Majchrowski (ur. 12 lutego 1929 w Stefanówce, zm. 9 października 2000 w Warszawie) – funkcjonariusz organów bezpieczeństwa Polski Ludowej, generał brygady Milicji Obywatelskiej.

## Życiorys
Syn Józefa i Jadwigi. W 1952 rozpoczął służbę w Urzędzie Bezpieczeństwa Publicznego m. st. Warszawy. Początkowo pracował jako referent w Wydziałach IV i IX, a następnie w Referacie Ochrony przy Fabryce Wyrobów Precyzyjnych. W latach 1954–1956 kierował Referatami Wojskowymi i Grupami Operacyjnymi przy Fabryce Urządzeń Radiotechnicznych i Zakładach Radiowych T-3 i T-1.
Od 1962 pracował w Wydziale III Komendy Milicji Obywatelskiej dla m. st. Warszawy, gdzie pełnił funkcję starszego oficera operacyjnego. W 1963 ukończył Szkołę Oficerską SB. W 1965 awansowano go na kierownika grupy operacyjnej Komendy MO dla m. st. Warszawy. W 1969 przeszedł do pracy w Wydziale IV Departamentu III MSW, gdzie był inspektorem i starszym inspektorem, od 1979 zastępcą naczelnika, a w latach 1984–1985 naczelnikiem. Od 1985 pełnił funkcję wicedyrektora, a od 1987 dyrektora Departamentu III. W październiku 1988 Rada Państwa PRL nadała mu stopień generała brygady Milicji Obywatelskiej. Nominację otrzymał 11 października 1988 w Belwederze z rąk przewodniczącego Rady Państwa PRL gen. armii Wojciecha Jaruzelskiego.
W latach 1989–1990 kierował Departamentem Ochrony Konstytucyjnego Porządku Państwa MSW. W kwietniu 1990 odszedł na emeryturę.
Przez kilkadziesiąt lat pracy w resorcie był głównym specjalistą od rozpracowania środowiska literackiego i opozycji z nią związanej. Osobiście prowadził kilku agentów.
Obok Henryka Dankowskiego i Tadeusza Szczygła kierował akcją masowego niszczenia materiałów operacyjnych SB w okresie 1989–1990.
Zginął śmiercią samobójczą. Został pochowany na Cmentarzu Północnym w Warszawie.